# 東林寺 (郡上市)
東林寺（とうりんじ）は岐阜県郡上市大和村大字牧に所在した臨済宗の寺院で、郡上郡の領主であった東氏ゆかりの尼寺である。
東氏によって創建される。正確な創建年は不明であるが、初代住持の素順尼が東益之の娘で、永享12年（1440年）に父に連座して周防に流罪となっていることから、それ以前である。2世の宗雲尼も東益之の娘であったが、早世したため素順尼が再び住持となった。東林寺には東常縁の兄弟の墓が複数基あったと伝えられている。天文10年（1540年）の篠脇城の戦いに伴う兵火で焼亡したが、それ以降は知られていない。宝暦9年（1759年）に牧村元兼の地主彦右衛門により寺跡から遺物が発掘され、懸仏6体と和鏡2面が応徳寺へ預けられた。この遺物は発掘年次及び発掘場所の明らかな歴史資料として『東林寺跡出土品及び出土記録』の名称で岐阜県指定重要文化財となっている。また、寺跡には五輪塔や宝篋印塔が残り、東林寺跡古墓群として郡上市の史跡に指定されている。